# 1501
Năm 1501 là một năm trong lịch Julius.